# RKSV Spijk Vooruit
RKSV Spijk Vooruit was een op 13 december 1946 opgerichte voetbalvereniging uit Spijk (Zevenaar), Nederland. De club eindigde in het seizoen 2007/08 als tiende in de Vijfde klasse en speelde op 27 april 2008 na 62 jaar de laatste competitiewedstrijd. In dat duel werd thuis met 2-1 van Worth Rheden gewonnen.
Over de laatste weken van de club is een korte documentaire gemaakt 'Het einde van Spijk Vooruit'.

## Competitieresultaten laatste 10 seizoenen (1998–2008)
| 11 6F |

| 12 6F |

| 11 6F |

| 12 6F |

|  |

| 11 6F |

| 2 6F |

| 12 5D |

| 2 6E |

| 10 5D |

| 10 5D |

Voormalig: SV Aerdt · SV Carvium · RKSV Spijk Vooruit